# Пильшичи
Пильши́чи (бел. Пільшы́чы) — деревня в составе Техтинского сельсовета Белыничского района Могилёвской области Республики Беларусь.

## Население
- 2010 год — 69 человек